# Filipa César
Filipa César (Oporto, 1975) es una artista, realizadora y directora de cine portuguesa interesada en el documental de ficción.

## Trayectoria
César vive y trabaja en Berlín. Estudió en la Universidad de Oporto y de Lisboa (1996-99), y en la Academia de Artes de Múnich (1999-2000). En 2008, terminó un máster en Arte en Contexto en la UDK (Universidad de las Artes de Berlín), y recibió una beca de la Fundación Calouste Gulbenkian.
Su primer largometraje fue Spell Reel, filmado en Guinea-Bissau entre 1964 y 1980, que formaba parte de Luta Ca Caba Inda, basado en el "cine militante". Durante los seis años que duró el proyecto, contó con el apoyo del Arsenal de Berlín, una institución dedicada al cine experimental vinculada a la Cineteca alemana, el Jeu de Paume en París, el Showroom en Londres, el ZDB y a la Fundación Gulbenkian en Lisboa.
César expuso, entre otros lugares, en la 8ª Bienal de Estambul, en 2003; en Kunsthalle Wien, en 2004; en el Museo de Serralves, en 2005; en el Festival Internacional de Cine de Locarno, en 2005; en la CAG - Galería de Arte Contemporáneo, de Vancouver en 2006; en la Tate Modern, en 2007; en el Museo de St. Gallen, 2007; en la Trienal Internacional de Arte Contemporáneo de Praga, en 2008; en el SF MOMA, en San Francisco en 2009; en la XII Bienal de Arquitectura de Venecia; en la 29ª Bienal de São Paulo en 2010; y en el Manifesta 8 en Cartagena, en 2010. 

## Filmografía
- Cuba (2013)
- Conakry (2013)
- Mined Soil (2015)
- Transmisssion from the Liberated Zones (2016)
- Spell Reel (2017)
- Sunstone (2017)

## Instalaciones
- F for fake (2005)
- Rapport (2007)
- Le Passeur (2008)
- The Four Chambered Heart (2009)
- Memograma (2010)
- Criolo Quântico (2019)[4]

## Premios y distinciones
Festival Internacional de Cine de San Sebastián
| Año  | Categoría                                    | Película   | Resultado |
| ---- | -------------------------------------------- | ---------- | --------- |
| 2017 | Premio Zabaltegi-Tabakalera-Mención especial | Spell Reel | Ganadora  |

En 2010, César fue la ganadora de la sexta edición del certamen BES Photo Prize, con Memograma, que incluía dos películas y una serie de fotografías de una obra del director alemán Rainer Werner Fassbinder.